# Indische Squash-Meisterschaften
Die indischen Squash-Meisterschaften sind ein Wettbewerb zur Ermittlung des nationalen Meistertitels im Squash in Indien. Ausrichter ist die Squash Rackets Federation of India.
Die Meisterschaften werden seit 1944 bei den Herren und seit 1945 bei den Damen jährlich ausgetragen. Lediglich 1954, von 1964 bis 1970 und 1996 gab es keine Austragung bei den Damen. 2021 fiel die Austragung aufgrund der COVID-19-Pandemie aus. Rekordhalter sind Saurav Ghosal bei den Herren mit 13 Titeln sowie Joshna Chinappa bei den Damen mit 19 Titeln.

## Indische Meister
Die Nummern in Klammern hinter den Namen geben die Anzahl der gewonnenen Meisterschaften wieder. Folgende Spieler konnten die Meisterschaft gewinnen:
| Jahr | Herren                                     | Damen                                      |
| ---- | ------------------------------------------ | ------------------------------------------ |
| 1944 | A. A. T. Seymour                           | nicht ausgetragen                          |
| 1945 | H. K. Sethna                               | S. D. Bilimoria                            |
| 1946 | Rajkumar Narpat Singh                      | S. D. Bilimoria (2)                        |
| 1947 | Rajkumar Narpat Singh (2)                  | F. Talyarkhan                              |
| 1948 | Rajkumar Narpat Singh (3)                  | S. D. Bilimoria (3)                        |
| 1949 | Rajkumar Narpat Singh (4)                  | Abida Sultana                              |
| 1950 | Rajkumar Narpat Singh (5)                  | P. Nazir                                   |
| 1951 | Rajkumar Narpat Singh (6)                  | P. Nazir (2)                               |
| 1952 | Rajkumar Narpat Singh (7)                  | K. L. Apte                                 |
| 1953 | Rajkumar Narpat Singh (8)                  | G. Rigall                                  |
| 1954 | Rajkumar Narpat Singh (9)                  | nicht ausgetragen                          |
| 1955 | Rajkumar Narpat Singh (10)                 | Saksham Choudhary                          |
| 1956 | K. Hazari                                  | Massie Taylor                              |
| 1957 | K. Hazari (2)                              | Saksham Choudhary (2)                      |
| 1958 | K. Sjain                                   | L. Day                                     |
| 1959 | K. Sjain (2)                               | Saksham Choudhary (3)                      |
| 1960 | K. Sjain (3)                               | Bairaj                                     |
| 1961 | K. Sjain (4)                               | Indra Jaywant                              |
| 1962 | K. Sjain (5)                               | Saksham Choudhary (4)                      |
| 1963 | K. Sjain (6)                               | Indra Jaywant (2)                          |
| 1964 | Anil Nayar                                 | nicht ausgetragen                          |
| 1965 | Bunker Roy                                 | nicht ausgetragen                          |
| 1966 | Anil Nayar (2)                             | nicht ausgetragen                          |
| 1967 | Ali Ispahani                               | nicht ausgetragen                          |
| 1968 | Ali Ispahani (2)                           | nicht ausgetragen                          |
| 1969 | Bunker Roy (2)                             | nicht ausgetragen                          |
| 1970 | Bunker Roy (3)                             | nicht ausgetragen                          |
| 1971 | Anil Nayar (3)                             | Brena White                                |
| 1972 | Anil Nayar (4)                             | Geeta Kapila                               |
| 1973 | Anil Nayar (5)                             | Deepika Dalal                              |
| 1974 | Anil Nayar (6)                             | Veena Loomba                               |
| 1975 | Anil Nayar (7)                             | Nandini Kumari                             |
| 1976 | Anil Nayar (8)                             | Bhuvneshwari Kumari                        |
| 1977 | Raj Manchanda                              | Bhuvneshwari Kumari (2)                    |
| 1978 | Raj Manchanda (2)                          | Bhuvneshwari Kumari (3)                    |
| 1979 | Raj Manchanda (3)                          | Bhuvneshwari Kumari (4)                    |
| 1980 | Raj Manchanda (4)                          | Bhuvneshwari Kumari (5)                    |
| 1981 | Raj Manchanda (5)                          | Bhuvneshwari Kumari (6)                    |
| 1982 | Raj Manchanda (6)                          | Bhuvneshwari Kumari (7)                    |
| 1983 | Meherwan Daruwala                          | Bhuvneshwari Kumari (8)                    |
| 1984 | Meherwan Daruwala (2)                      | Bhuvneshwari Kumari (9)                    |
| 1985 | Meherwan Daruwala (3)                      | Bhuvneshwari Kumari (10)                   |
| 1986 | Meherwan Daruwala (4)                      | Bhuvneshwari Kumari (11)                   |
| 1987 | Meherwan Daruwala (5)                      | Bhuvneshwari Kumari (12)                   |
| 1988 | Adrian Ezra                                | Bhuvneshwari Kumari (13)                   |
| 1989 | Adrian Ezra (2)                            | Bhuvneshwari Kumari (14)                   |
| 1990 | Adrian Ezra (3)                            | Bhuvneshwari Kumari (15)                   |
| 1991 | Adrian Ezra (4)                            | Bhuvneshwari Kumari (16)                   |
| 1992 | Adrian Ezra (5)                            | Misha Grewal                               |
| 1993 | Adrian Ezra (6)                            | Misha Grewal (2)                           |
| 1994 | Arjan Singh                                | Misha Grewal (3)                           |
| 1995 | Arjan Singh (2)                            | Misha Grewal (4)                           |
| 1996 | Arjan Singh (3)                            | nicht ausgetragen                          |
| 1997 | Akhil Behl                                 | Mekhala Subedar                            |
| 1998 | Ritwik Bhattacharya                        | Mekhala Subedar (2)                        |
| 1999 | Manish Chotrani                            | Mekhala Subedar (3)                        |
| 2000 | Ritwik Bhattacharya (2)                    | Joshna Chinappa                            |
| 2001 | Manish Chotrani (2)                        | Joshna Chinappa (2)                        |
| 2002 | Ritwik Bhattacharya (3)                    | Mekhala Subedar (4)                        |
| 2003 | Ritwik Bhattacharya (4)                    | Joshna Chinappa (3)                        |
| 2004 | Saurav Ghosal                              | Joshna Chinappa (4)                        |
| 2005 | Ritwik Bhattacharya (5)                    | Joshna Chinappa (5)                        |
| 2006 | Saurav Ghosal (2)                          | Joshna Chinappa (6)                        |
| 2007 | Saurav Ghosal (3)                          | Joshna Chinappa (7)                        |
| 2008 | Saurav Ghosal (4)                          | Joshna Chinappa (8)                        |
| 2009 | Saurav Ghosal (5)                          | Joshna Chinappa (9)                        |
| 2010 | Saurav Ghosal (6)                          | Joshna Chinappa (10)                       |
| 2011 | Saurav Ghosal (7)                          | Dipika Pallikal                            |
| 2012 | Saurav Ghosal (8)                          | Joshna Chinappa (11)                       |
| 2013 | Saurav Ghosal (9)                          | Joshna Chinappa (12)                       |
| 2014 | Harinder Pal Sandhu                        | Joshna Chinappa (13)                       |
| 2015 | Saurav Ghosal (10)                         | Joshna Chinappa (14)                       |
| 2016 | Saurav Ghosal (11)                         | Dipika Pallikal (2)                        |
| 2017 | Saurav Ghosal (12)                         | Joshna Chinappa (15)                       |
| 2018 | Mahesh Mangaonkar                          | Joshna Chinappa (16)                       |
| 2019 | Mahesh Mangaonkar (2)                      | Joshna Chinappa (17)                       |
| 2020 | Saurav Ghosal (13)                         | Joshna Chinappa (18)                       |
| 2021 | ausgefallen aufgrund der COVID-19-Pandemie | ausgefallen aufgrund der COVID-19-Pandemie |
| 2022 | Abhay Singh                                | Joshna Chinappa (19)                       |
| 2023 | Velavan Senthilkumar                       | Anahat Singh                               |
| 2024 | Abhay Singh (2)                            | Anahat Singh (2)                           |